# Le Barroux
Le Barroux ist eine südfranzösische, provenzalische Gemeinde mit 663 Einwohnern (Stand 1. Januar 2022) im Département Vaucluse in der Region Provence-Alpes-Côte d’Azur.

## Geografie
Le Barroux liegt auf halbem Weg zwischen Carpentras und Vaison-la-Romaine. Das Dorf liegt oberhalb der Ebene des Comtat im Tal des Brégoux. Das Gemeindegebiet gehört zum Regionalen Naturpark Mont-Ventoux.

## Geschichte
Die Ursprünge des Dorfes gehen ins 11. Jahrhundert zurück. Es entwickelte sich rund um die Burg, die als Wach- und Zollposten an der Grenze zwischen Provence und Dauphiné diente. Henri de Rovilhasc befahl den Bau des Renaissance-Schlosses, das zwischen 1539 und 1544 entstand. Im Falle eines Angriffs flüchteten sich die Einwohner dorthin oder in die romanische Kirche Saint-Jean-Baptiste (Johannes der Täufer).
Die Kirche wurde im 15. und 16. Jahrhundert erweitert. Der Kirchenchor ist mit einer Reihe Holztäfelungen aus dem 17. Jahrhundert verziert, die Szenen aus dem Leben von Johannes dem Täufer darstellen.
Zwischen 1775 und 1903 gab es im Ort ein Hospital, heute ist das Gebäude ein Wohnhaus.
Außerhalb des Dorfes steht die Kapelle Saint-Christophe und die Überreste eines Aquädukts aus dem 19. Jahrhundert.

## Benediktinerabtei Barroux
Im Jahr 1981 zog der Klosterkonvent von Bédoin in den Neubau der Abbaye Saint-Madeleine in Le Barroux. Am 24. September 1995 feierte hier Kardinal Joseph Ratzinger einen Gottesdienst im tridentinischen Ritus.

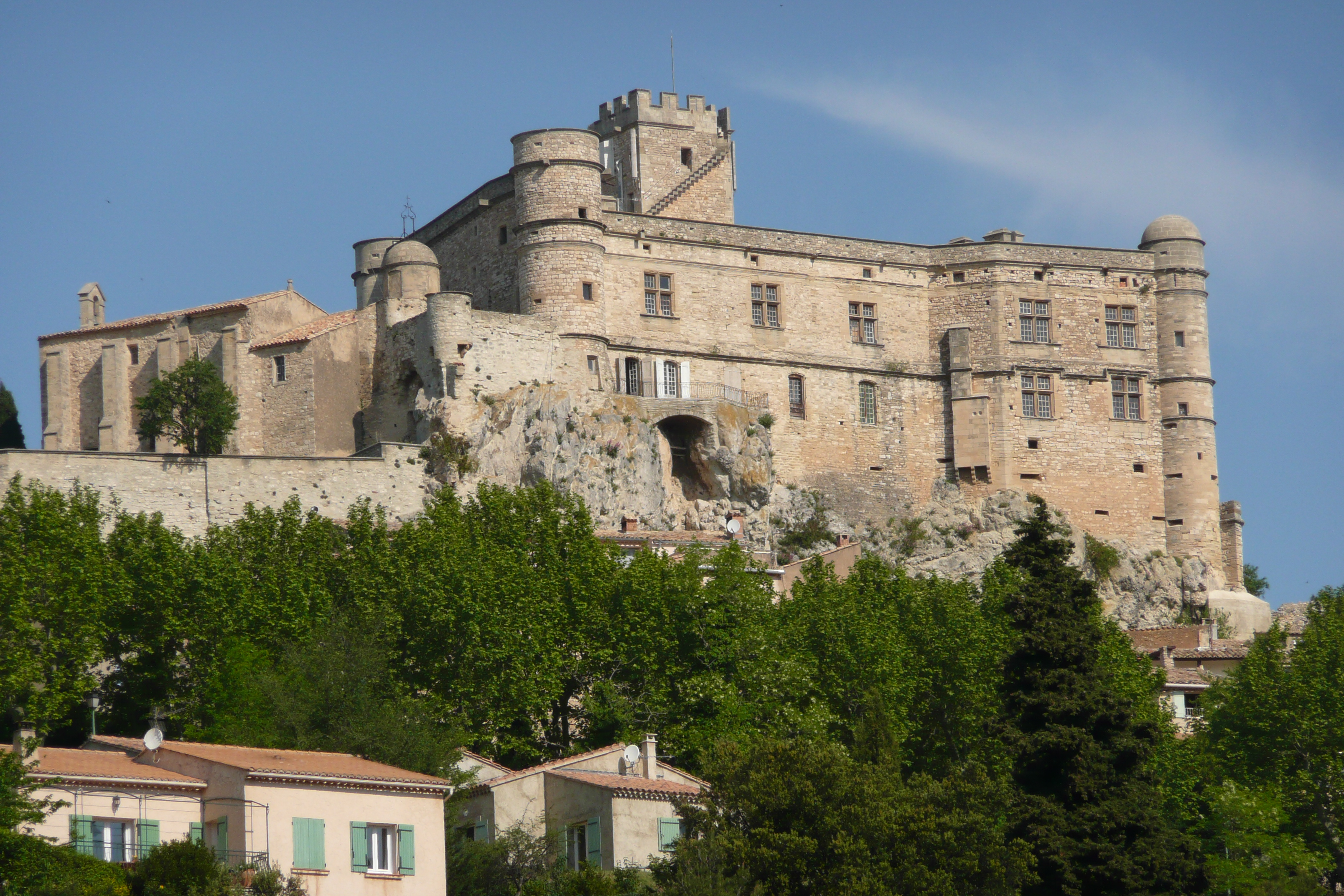
Schloss Le Barroux
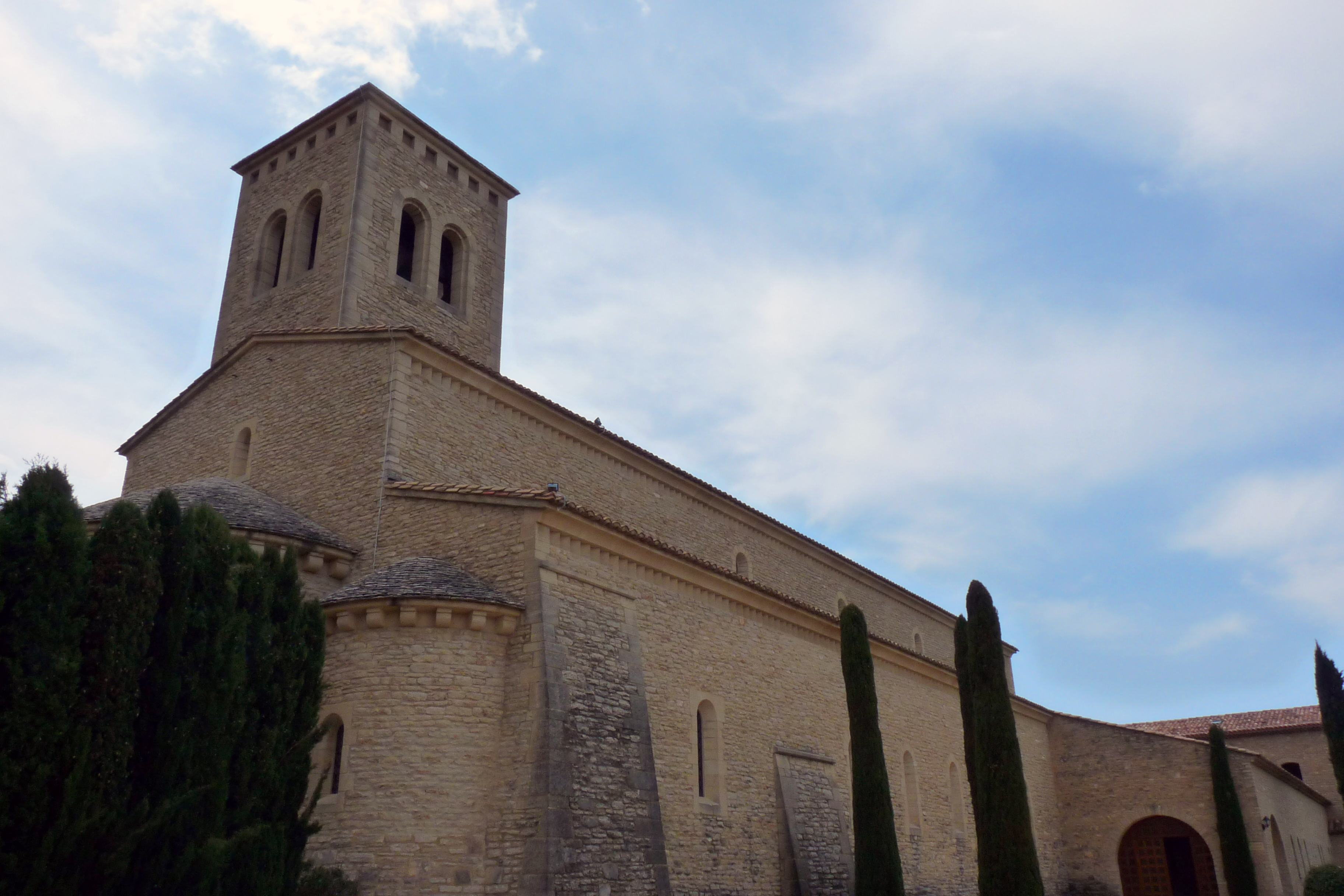
Benediktinerabtei
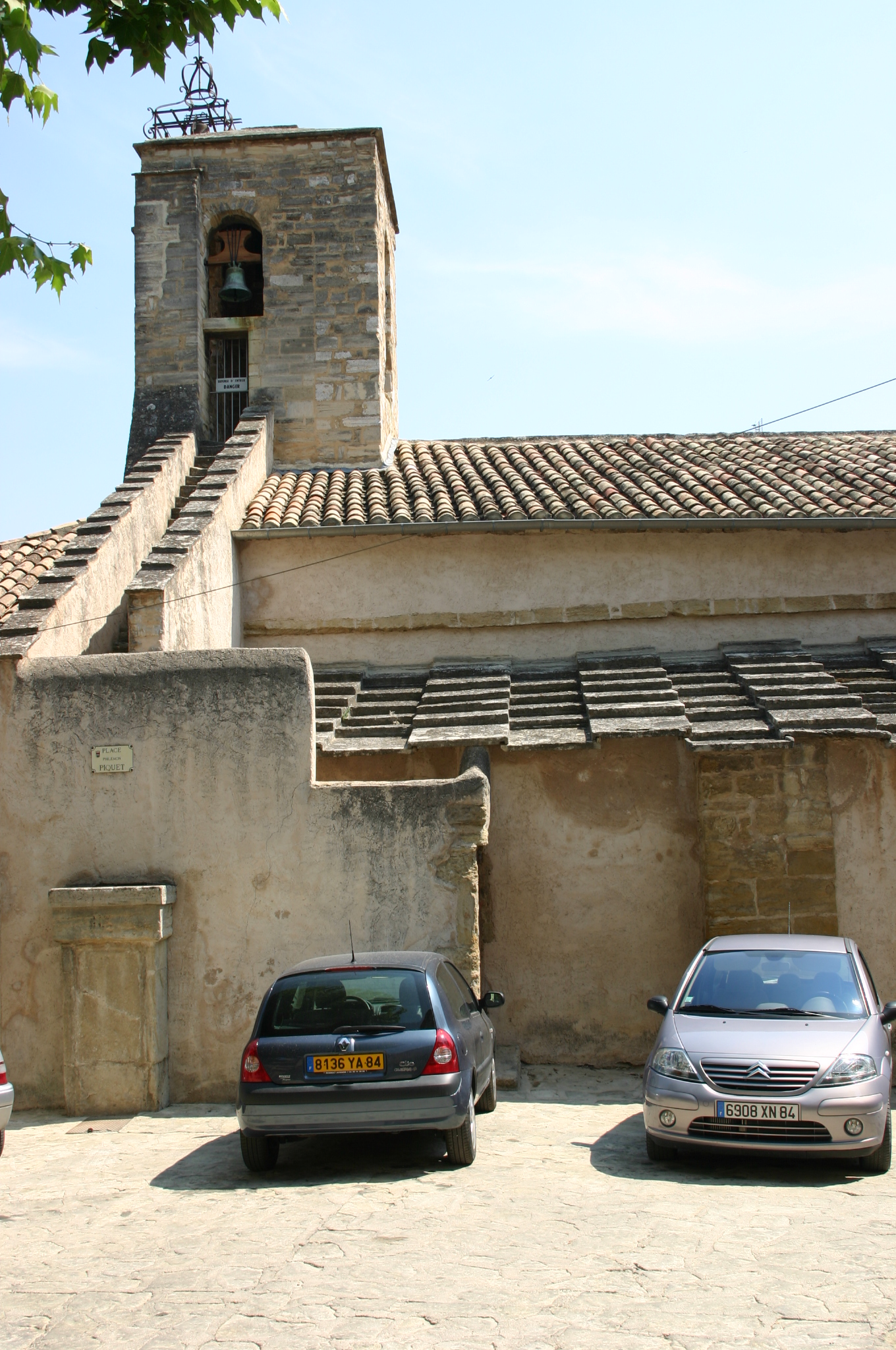
Kirche Saint-Jean-Baptiste

## Persönlichkeiten
- Gérard Calvet (1927–2008), Gründer und erster Abt der altritualistischen Benediktinerabtei Sainte-Madeleine du Barroux